# Lehtinenia
Genre
Lehtinenia est un genre d'araignées aranéomorphes de la famille des Tetrablemmidae.

## Distribution
Les espèces de ce genre se rencontrent en Chine et au Viêt Nam.

## Liste des espèces
Selon World Spider Catalog (version 14.5, 2014) :
- Lehtinenia arcus Lin & Li, 2010
- Lehtinenia bicornis Tong & Li, 2008
- Lehtinenia bisulcus Lin, Pham & Li, 2009

## Étymologie
Ce genre est nommé en l'honneur de Pekka T. Lehtinen.

## Publication originale
- Tong & Li, 2008 : Tetrablemmidae (Arachnida, Araneae), a spider family newly recorded from China. Organisms Diversity & Evolution, vol. 8, p. 84-98.